# Hontalbilla
Hontalbilla ist ein Ort und eine Gemeinde (municipio) mit 299 Einwohnern (Stand: 2024) in der zentralspanischen Provinz Segovia in der Autonomen Region Kastilien-León. 

## Lage und Klima
Hontalbilla liegt in der kastilischen Meseta in ca. 890 m Höhe ungefähr 41 Kilometer (Fahrtstrecke) nördlich der Provinzhauptstadt Segovia. Das Klima ist gemäßigt bis warm; Regen (597 mm/Jahr) fällt mit Ausnahme der trockenen Sommermonate übers Jahr verteilt.

## Bevölkerungsentwicklung
| Jahr      | 1970 | 1981 | 1991 | 2001 | 2011 | 2021 |
| Einwohner | 783  | 619  | 510  | 419  | 343  | 298  |

## Sehenswürdigkeiten

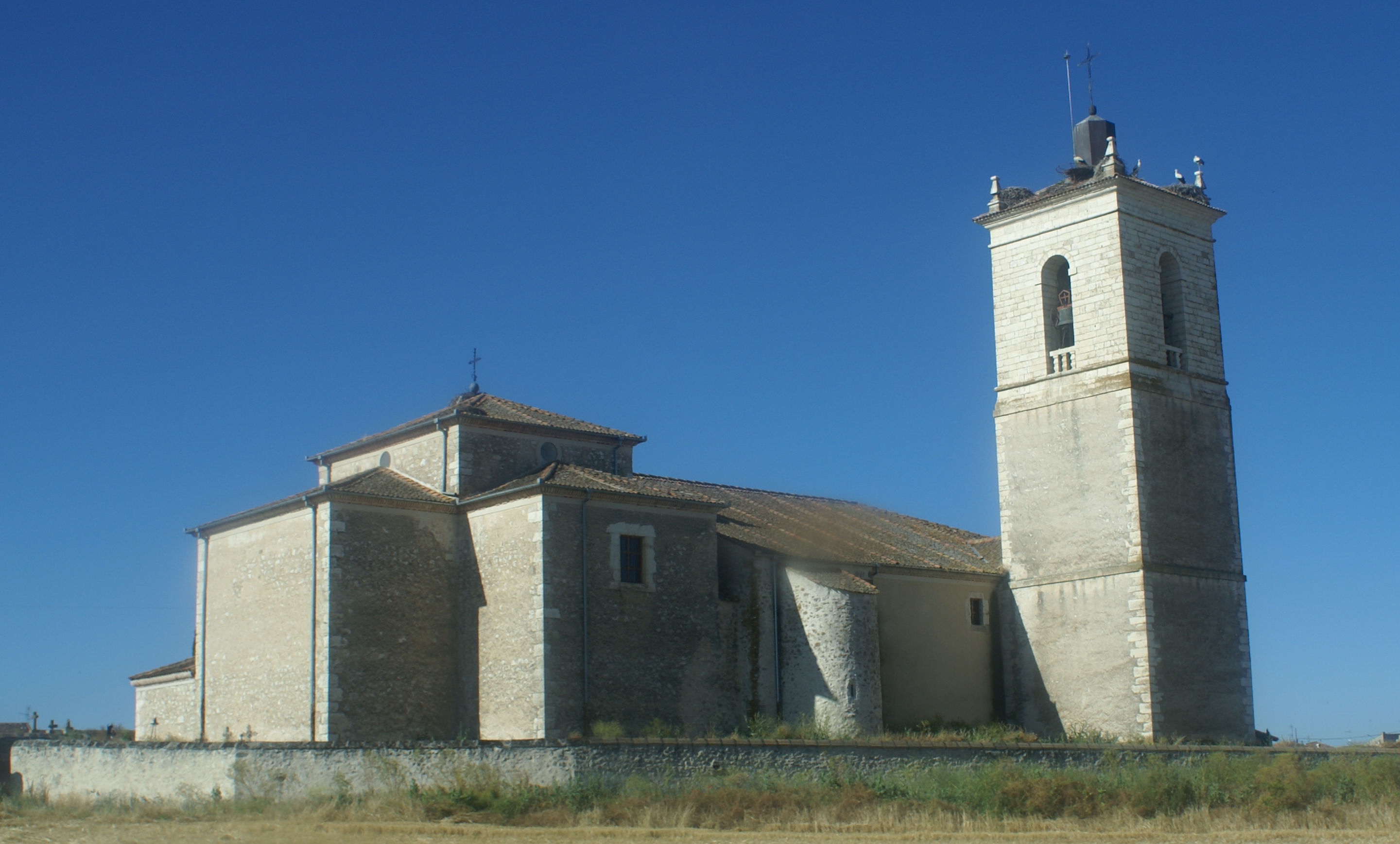
Peterskirche
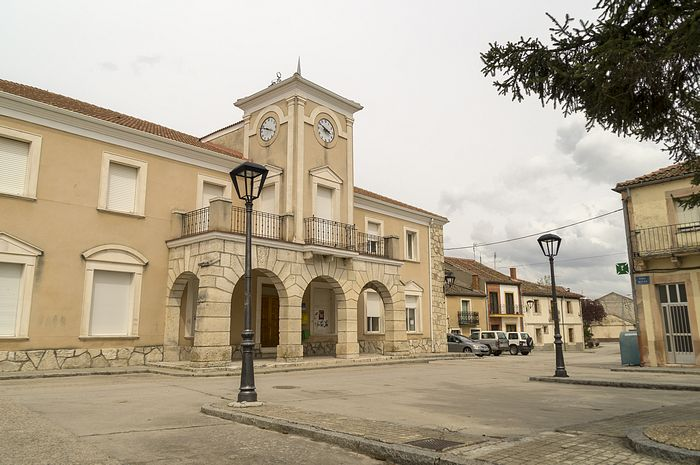
Rathaus

- Peterskirche
- Rathaus